# Parc historique d'État d'Old Town San Diego
Cet article concerne le parc d'État. Pour le quartier, voir Old Town (San Diego).
Le parc historique d'État d'Old Town San Diego (en anglais : Old Town San Diego State Historic Park ou Old Town San Diego Historic District) est un parc d'État situé à Old Town, à San Diego en Californie. Il préserve la vieille ville de San Diego qui est située au nord-ouest de l'actuel centre-ville.
Plusieurs bâtiments historiques, dont notamment la Casa de Estudillo d'une période située entre 1820 et 1870, sont conservés autour de la place d'armes.
Le parc a été créé en 1968 par le California Department of Parks and Recreation.

## Quelques bâtiments historiques du parc

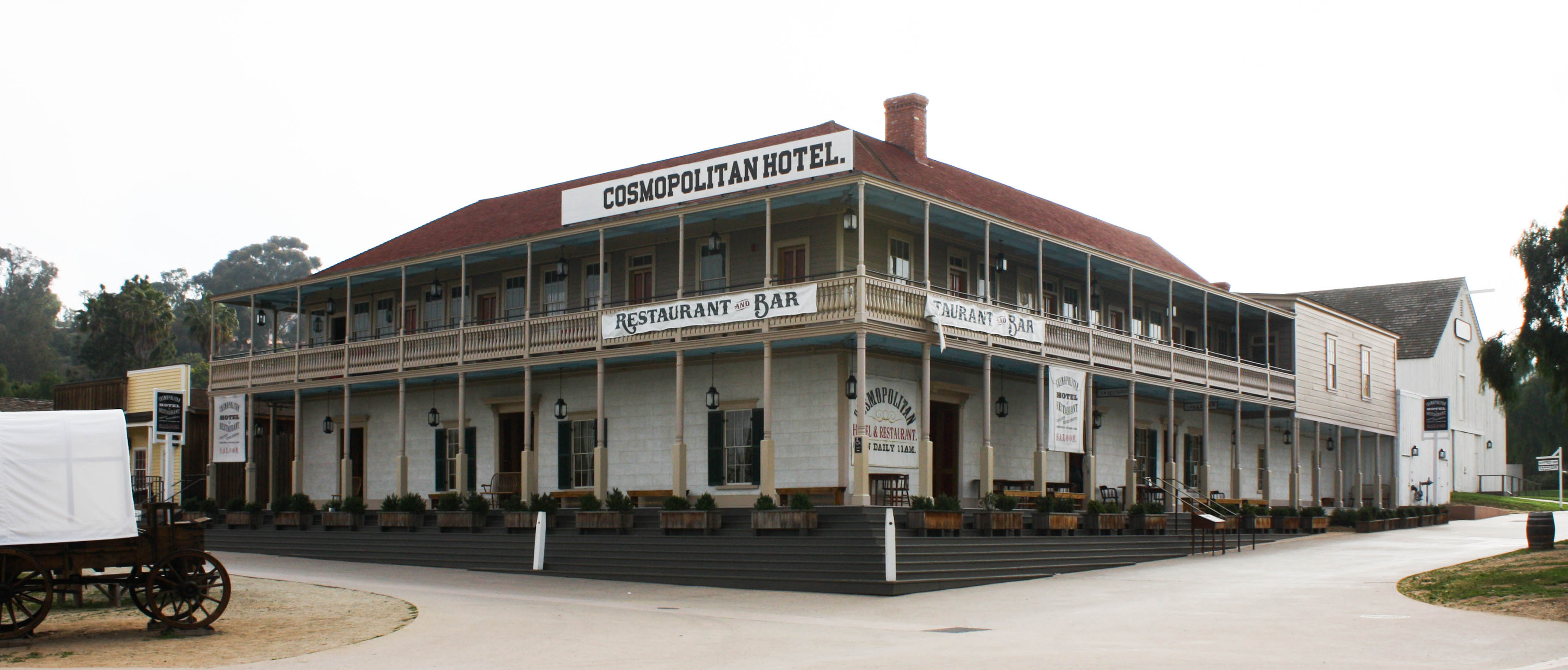
Casa de Bandini (1829), maintenant le Cosmopolitan Hôtel
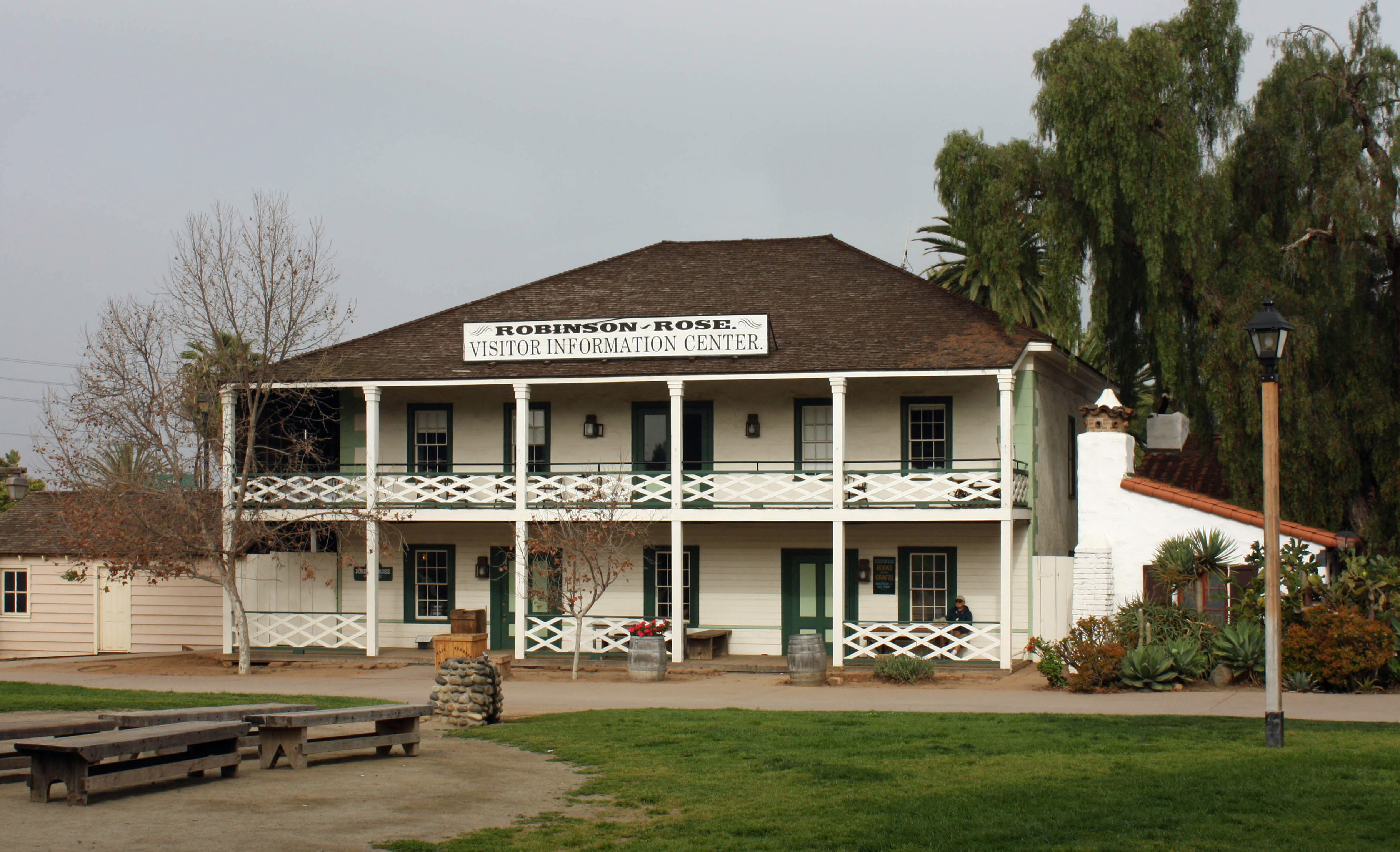
Robinson-Rose House (1853), maintenant le centre d'informations touristiques du parc
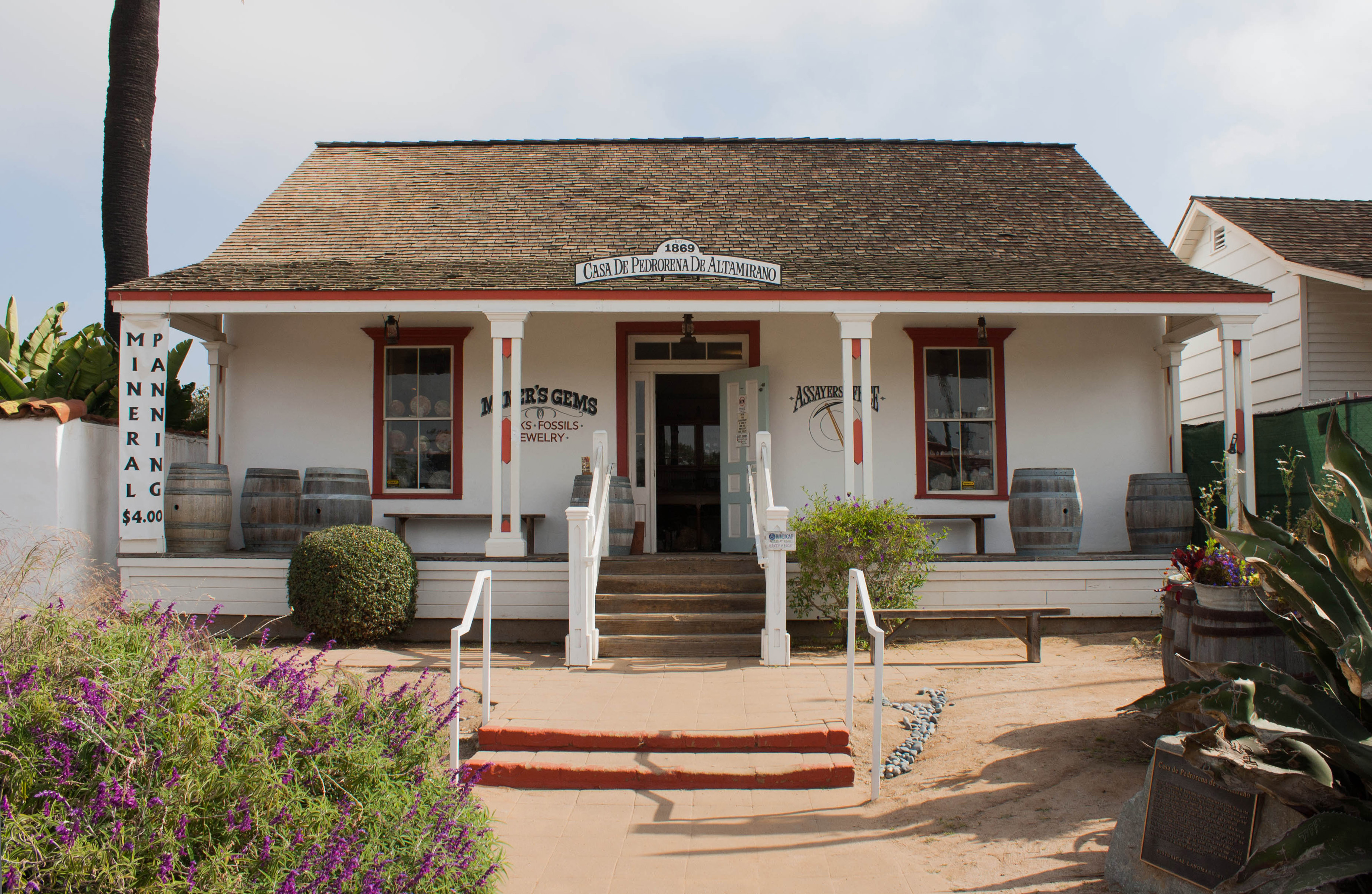
Casa de Altamirano-Pedrorena (1869)
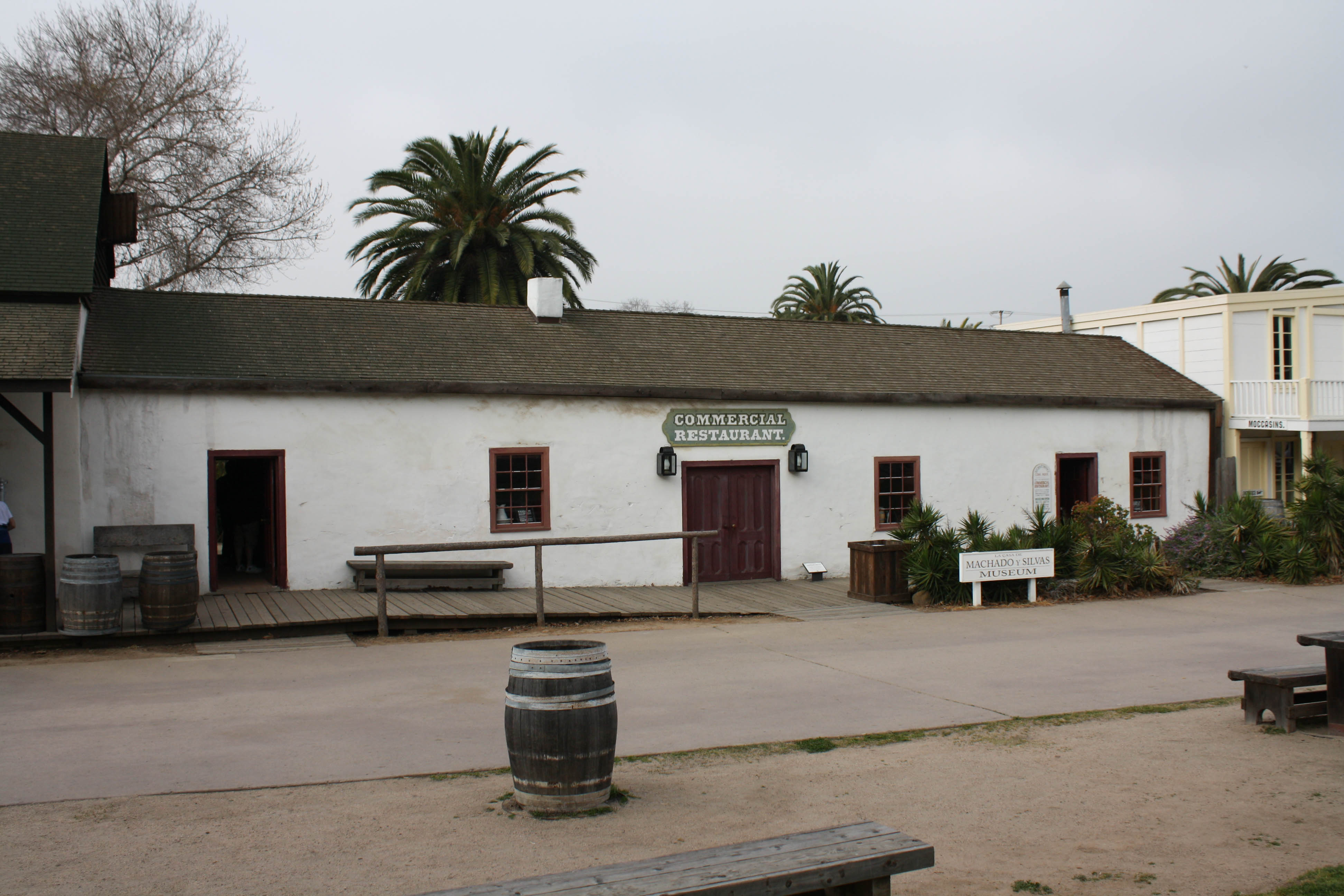
Casa de Machado y Silvas